# 奧倫堡省
奧倫堡省（Оренбургская губе́рния）是俄羅斯帝國和蘇聯早期的一個省份。位於烏拉爾山脈東南麓，包括今日的奧倫堡州東部、車里雅賓斯克州東南部和庫爾干州西部。面積約19萬平方公里，1897年人口1,600,145人。首府奧倫堡，下分五區（1865年起）。
1744年建省，1925年被納入中伏爾加邊疆區。